# Økonomisk kriminalitet
Økonomisk kriminalitet er profitmotiverede, lovstridige handlinger som ofte begås indenfor eller med udspring i en økonomisk virksomhed, som i sig selv er – eller udgiver sig for – lovlig.
Økonomisk kriminalitet rammer som regel økonomiske eller ideelle samfundsinteresser eller store organisationer som finansinstitutioner eller industriselskaber snarere end enkeltindivider i samfundet. De ordinære individuelle motiver for at anmelde kriminalitet er ofte ikke til stede, hvilket vanskeliggør opdagelsen af forbrydelsen. Sagerne er ofte komplicerede, og mangler gerne ydre kendetegn som klart viser at der er tale om lovbrud.
I Danmark har Statsadvokaten for Særlig Økonomisk og International Kriminalitet (Bagmandspolitiet) til opgave at efterforske særlig økonomisk kriminalitet. Typisk i betydeligt omfang, som led i organiseret kriminalitet, ved anvendelse af særegne forretningsmetoder eller som på anden måde er af særlig kvalificeret karakter. Anden økonomisk kriminalitet efterforskes og strafforfølges typisk i de enkelte politikredse.